# The Ninth Hour
The Ninth Hour (česky Devátá hodina) je deváté studiové album finské powermetalové hudební skupiny Sonata Arctica. Vyšlo 7. října 2016 u vydavatelství Nuclear Blast. Na albu, které bylo produkováno členy kapely a smícháno Pasi Kauppinenem, se objevilo jedenáct písní, které složil zpěvák skupiny Tony Kakko. Sonata Arctica před vydáním nahrávky zveřejnila dva singly „Closer to an Animal“ a „Life“. K druhému jmenovanému natočila i videoklip, který režíroval Ville Juurikkala. Deska byla hudebními kritiky přijata spíše kladně a zároveň se umístila na předních příčkách některých evropských hitparád, například finské, švédské nebo německé.
V rámci podpory alba skupina začala hned po vydání vystupovat v Evropě, odkud se přesunula do Severní Ameriky. Na začátku roku 2017 proběhla druhá část evropského turné a následně skupina vystupovala v Jižní Americe a na metalových festivalech.

## Před vydáním

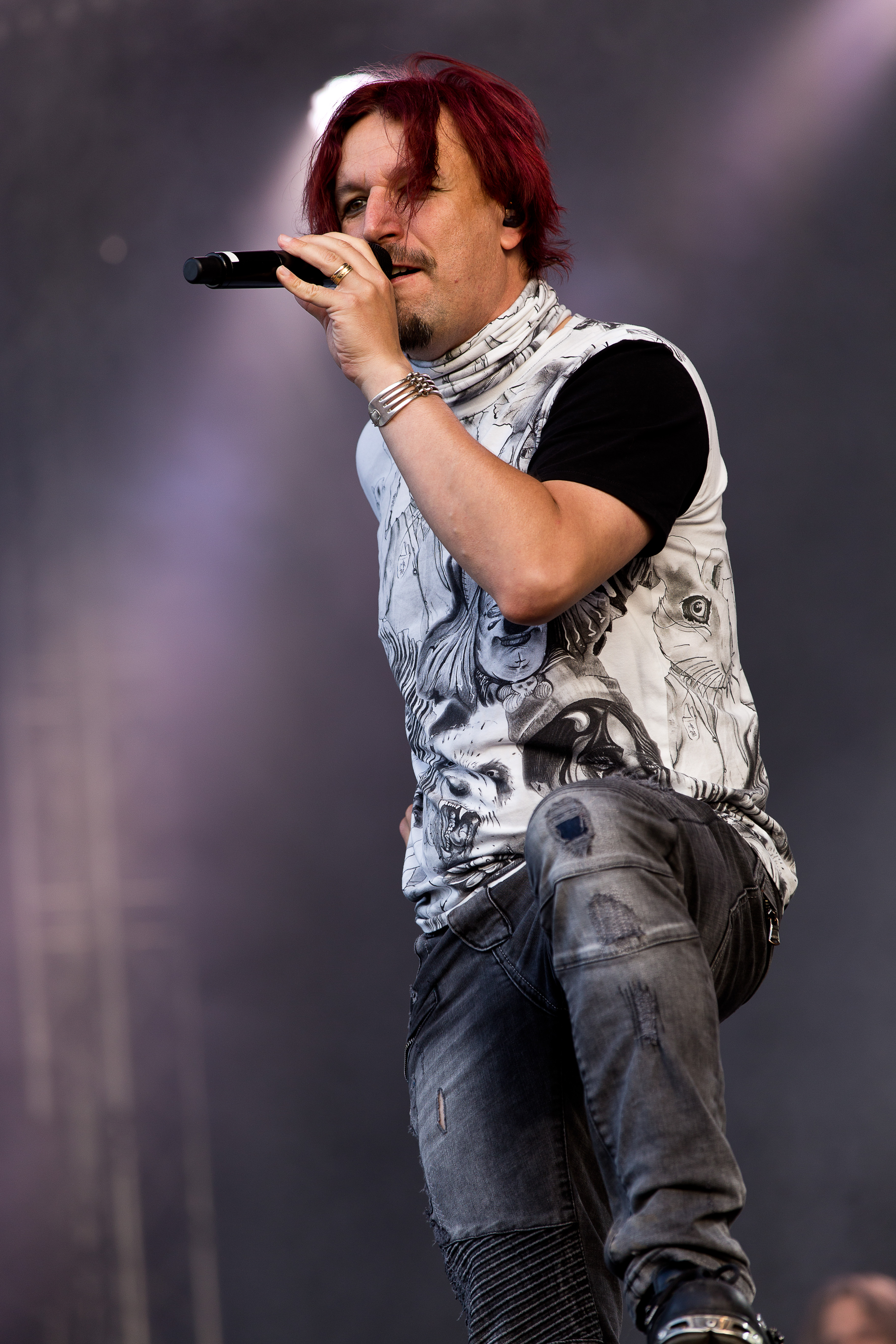
Tony Kakko (2016)

Kapela začala o albu přemýšlet na jaře 2015 během turné s Twilight Force. Podle zpěváka Tonyho Kakka původně plánovali, že album bude více „metalovější a tvrdší“, tedy podobné prvním nahrávkám skupiny. Po turné se ovšem kapela na nějakou dobu odmlčela, a když pak začal Kakko znovu přemýšlet o další desce, rozhodl se ji podle vlastních slov udělat více „hlubší a rozmanitější, než je pouhé metalové album“.
Materiál k albu začal Kakko skládat před začátkem zimního turné 2016 v Severní Americe, kde Sonata Arctica vystupovala s kapelou Nightwish. Na začátku července 2016 kapela na svém facebookovém profilu oznámila, že album bylo nahráno a smícháno. Dne 21. července pak prozradila, že se deska bude jmenovat The Ninth Hour a vyjde 7. října 2016 u vydavatelství Nuclear Blast. Kakko o přebalu alba řekl, že část vyjadřuje utopickou a část dystopickou scénu budoucnosti. Celé album bylo nahráno ve Studiu 57 ve finské obci Nedervetil a smícháno Pasi Kauppinenem. Na produkci se podíleli samotní členové skupiny.
První singl z alba „Closer to an Animal“ vyšel 12. srpna. Podle klávesisty Henrika Klingenberga se jedná o mix metalu a hudby osmdesátých let, který bude posluchače provázet na celém albu. Druhý singl jménem „Life“ vyšel v digitální podobě 16. září. O týden později k písni Sonata Arctica vydala videoklip režírovaný Villem Juurikkalem.

## Vydání
Album The Ninth Hour oficiálně vyšlo 7. října 2016 u vydavatelství Nuclear Blast na CD a v digitální podobě. Kromě základní CD verze kapela desku vydala také v digipak edici, ve verzi vinylové LP dvojdesky (průhledné, modré nebo černé provedení) a v podobě limitované mailorder edice. Ta obsahuje digipak verzi alba a plátno o velikosti 40×40 cm, na kterém je vyobrazen obal alba. Na digipak edici kapela nahrála jako bonusovou skladbu cover k písni „Run to You“ od Bryana Adamse. Do japonské edice byla zařazena bonusová skladba „The Elephant“.

## Skladby
Deváté studiové album Sonaty Arcticy otevírá energetická skladba „Closer to an Animal“, kterou kapela zveřejnila již v srpnu jako první singl. Následuje pestrá písnička s chytlavým refrénem nazvaná „Life“, která je podle Kakka nejspíše jedinou veselou písní na desce. Také tato píseň vyšla coby singl. Třetí v pořadí je tvrdší skladba „Fairytale“. Po svižnějším začátku deska pokračuje baladou „We Are What We Are“, jež má melancholický nádech. Úvod této skladby obstarala flétna, na kterou hrál Troy Donockley. Skladba „Till Death's Done Us Apart“ začíná pomalou klidnou melodií, kterou přeruší kytary, a Sonata Arctica zrychlí na tempo předchozích skladeb. Píseň končí opět pomaleji, tentokrát ovšem spíše za děsivého doprovodu kláves. Šestá „Among the Shooting Stars“ je přímočará a pomalejší melodická skladba, která vypráví romantický příběh mezi vlkodlakem a člověkem.
Do druhé poloviny alba vstupuje skladba „Rise a Night“, což je jedna z nejrychlejších písní na albu, podobná spíše prvním nahrávkám této skupiny. Během čtyř a půlminutové písně „Fly, Navigate, Communicate“ změní kapela několikrát tempo a v písni jsou na popředí jasně slyšet elektrické kytary. „Candle Lawns“ je další baladou na albu. V této skladbě je velmi emocionální refrén, který podtrhují klávesy. Desetiminutová „White Pearl, Black Oceans (Part II: By the Grace of the Ocean)“ je ještě pomalejší a melancholičtější než předchozí „Candle Lawns“. Přibližně v polovině skladby se ovšem zrychlí tempo a píseň je zakončena se silnými orchestrálními prvky. Album uzavírá další pomalá píseň „On the Faultline (Closure to an Animal)“, která je hraná především za doprovodu piana.

## Kritika

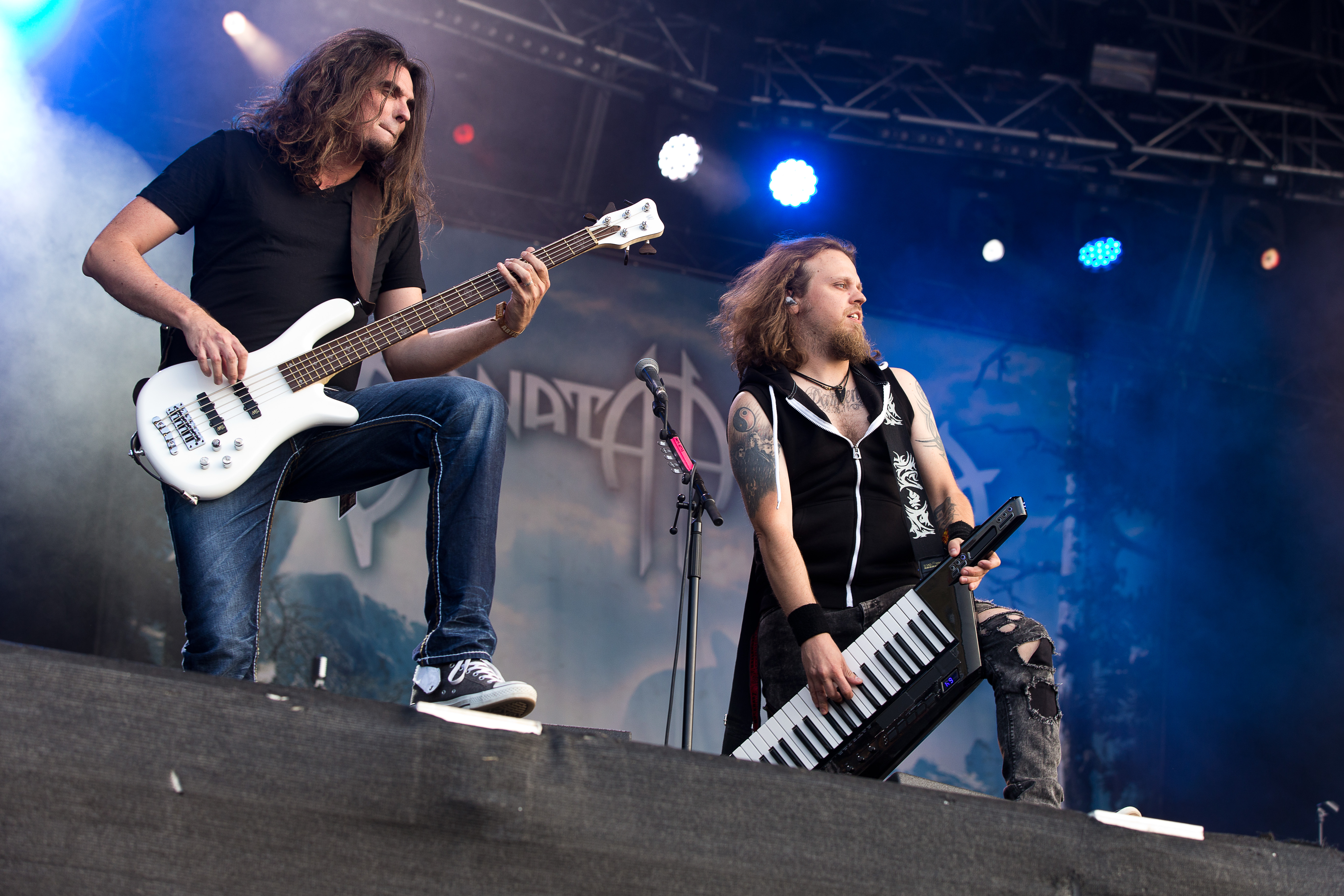
Pasi Kauppinen a Henrik Klingenberg (2016)

Nahrávka získala u kritiků spíše kladná hodnocení. Například Jake Patton v recenzi pro hudební server Metal Wani řekl, že na albu je hodně dobrých písních, ale žádná ho neuchvátila, což podle něj z nahrávky dělá místy chladné a nezajímavé album. Zároveň si ale podle vlastních slov poslech alba užil a desku ohodnotil 7.8 body z 10. Recenzent Robert Čapek z magazínu Spark ve své recenzi uvedl, že „prvních dvacet minut desky je možná nejsilnějších v celé diskografii kapely“. Ve druhé třetině alba už ovšem podle něj „klesá kreativita a závěr desky je pádem o celá patra dolů“. Sám album ohodnotil 4 body ze 6 a v celkovém hodnocení redaktorů Sparku dostala nahrávka 3.53 bodů.
Mezi předními příčkami hitparád se album umístilo ve Finsku v žebříčku Suomen virallinen lista, kde obsadilo druhé místo, a ve švédském Sverigetopplistan, kde se probojovalo na sedmou příčku mezi rocková a metalová alba. V kanadské hitparádě Canadian Albums Chart se dostalo na patnáctou pozici, ve švýcarské Schweizer Hitparade na osmnáctou a v Německu obsadilo v žebříčku Media Control Charts dvacáté druhé místo.

## Turné k albu
První evropské turné k albu začalo 7. října 2016, přesně v den vydání nahrávky, v norském Trondheimu. Kapela během evropského turné odehrála celkem čtrnáct koncertů a navštívila devět zemí. Na turné jako předkapela vystupovali Twilight Force. V listopadu a prosinci Sonata Arctica objela turné po USA a Kanadě, kde odehrála třicet dva koncertů. Spolu se Sonatou Arcticou zde vystupovaly skupiny Leaves' Eyes a Omnium Gatherum.
Během února až dubna 2017 poté Sonata Arctica vystupovala na dalším evropském turné, během kterého vystoupila také ve Zlíně v klubu Masters of Rock Cafe. Na toto turné jako předkapely jely skupiny Striker a Triosphere, kterou na konci března nahradila skupina Thunderstone. K The Ninth Hour Sonata Arctica v květnu a v červnu odehrála koncertní sérii také v Jižní Americe. V rámci festivalů v létě 2017 vystoupila mimo jiné v srpnu na Wacken Open Air, největším metalovém festivalu v Evropě.

## Seznam skladeb
Všechny skladby napsal(i) Tony Kakko. 
| Pořadí | Název                                                          | Délka |
| ------ | -------------------------------------------------------------- | ----- |
| 1.     | Closer to an Animal                                            | 5:25  |
| 2.     | Life                                                           | 5:06  |
| 3.     | Fairytale                                                      | 6:38  |
| 4.     | We Are What We Are                                             | 5:25  |
| 5.     | Till Death's Done Us Apart                                     | 6:06  |
| 6.     | Among the Shooting Stars                                       | 4:10  |
| 7.     | Rise a Night                                                   | 4:28  |
| 8.     | Fly, Navigate, Communicate                                     | 4:27  |
| 9.     | Candle Lawns                                                   | 4:32  |
| 10.    | White Pearl, Black Oceans (Part II: By the Grace of the Ocean) | 10:13 |
| 11.    | On the Faultline (Closure to an Animal)                        | 5:34  |

| Bonus (digipak edice) | Bonus (digipak edice)          | Bonus (digipak edice) |
| Pořadí                | Název                          | Délka                 |
| --------------------- | ------------------------------ | --------------------- |
| 12.                   | Run to You (Bryan Adams cover) | 3:33                  |
| Celková délka:        | Celková délka:                 | 65:37                 |

| Japonská edice | Japonská edice                                                 | Japonská edice |
| Pořadí         | Název                                                          | Délka          |
| -------------- | -------------------------------------------------------------- | -------------- |
| 1.             | Closer to an Animal                                            | 5:25           |
| 2.             | Life                                                           | 5:06           |
| 3.             | Fairytale                                                      | 6:38           |
| 4.             | We Are What We Are                                             | 5:25           |
| 5.             | Till Death's Done Us Apart                                     | 6:06           |
| 6.             | Among the Shooting Stars                                       | 4:10           |
| 7.             | Rise a Night                                                   | 4:28           |
| 8.             | Fly, Navigate, Communicate                                     | 4:27           |
| 9.             | Candle Lawns                                                   | 4:32           |
| 10.            | The Elephant                                                   | 4:13           |
| 11.            | White Pearl, Black Oceans (Part II: By the Grace of the Ocean) | 10:13          |
| 12.            | On the Faultline (Closure to an Animal)                        | 5:34           |
| Celková délka: | Celková délka:                                                 | 66:17          |

Dlouhohrající deska
| Strana A | Strana A            | Strana A |
| Pořadí   | Název               | Délka    |
| -------- | ------------------- | -------- |
| 1.       | Closer to an Animal | 5:25     |
| 2.       | Life                | 5:06     |
| 3.       | Fairytale           | 6:38     |

| Strana B | Strana B                   | Strana B |
| Pořadí   | Název                      | Délka    |
| -------- | -------------------------- | -------- |
| 4.       | We Are What We Are         | 5:25     |
| 5.       | Till Death's Done Us Apart | 6:06     |
| 6.       | Among the Shooting Stars   | 4:10     |

| Strana C | Strana C                   | Strana C |
| Pořadí   | Název                      | Délka    |
| -------- | -------------------------- | -------- |
| 7.       | Rise a Night               | 4:28     |
| 8.       | Fly, Navigate, Communicate | 4:27     |
| 9.       | Candle Lawns               | 4:32     |

| Strana D       | Strana D                                                       | Strana D |
| Pořadí         | Název                                                          | Délka    |
| -------------- | -------------------------------------------------------------- | -------- |
| 10.            | White Pearl, Black Oceans (Part II: By the Grace of the Ocean) | 10:13    |
| 11.            | On the Faultline (Closure to an Animal)                        | 5:34     |
| Celková délka: | Celková délka:                                                 | 62:04    |

## Obsazení
- Tony Kakko – zpěv, klávesy
- Elias Viljanen – kytara
- Pasi Kauppinen – baskytara
- Henrik Klingenberg – klávesy
- Tommy Portimo – bicí

### Hosté
- Troy Donockley – flétna v písni „We Are What We Are“
- Mikko P. Mustonen – instrumentace v písni „White Pearl, Black Oceans - Part II, 'By the Grace of the Ocean“
- Aaron Newport – proslov v písni „Closer to an Animal" a „The Elephant“
- Tónursson Chanters Group – doprovodný zpěv v písni „The Elephant“

### Technická podpora
- Svante Forsbäck – mastering ve studiu Chartmakers West
- Janne Pitkänen – nákres přebalu alba
- Ville Juurikkala – fotograf[14]